# Berwick Glacier
Berwick Glacier är en glaciär i Antarktis. Den ligger i Östantarktis. Nya Zeeland gör anspråk på området. Berwick Glacier ligger 1 657 meter över havet.
Terrängen runt Berwick Glacier är varierad. Trakten är obefolkad. Det finns inga samhällen i närheten. 